# En tournée
En tournée è il titolo della quinta tournée musicale di Mylène Farmer, in supporto del suo settimo album studio Point de suture (2009). Il disco live N°5 on Tour è uscito nel dicembre 2009, mentre il DVD e il Blu-ray musicali Mylène Farmer Stade de France sono stati pubblicati il 12 aprile 2010.

## Setlist
| Tournée francese: 1. - D'entre les morts 2. Paradis Inanimé 3. L'Âme-Stram-Gram 4. Je m'ennuie 5. Appelle mon numéro 6. XXL 7. À quoi je sers… 8. Pourvu qu'elles soient douces 9. Point de suture 10. Nous souviendrons nous 11. Rêver 12. Ainsi soit je… - Interlude Avant que l'ombre… (instrumental) 13. Libertine 14. Sans contrefaçon 15. Je te rends ton amour 16. Dégénération 17. Désenchantée 18. C'est dans l'air 19. Si j'avais au moins… | Date in Russia: 1. - D'entre les morts 2. Paradis inanimé 3. L'Âme-Stram-Gram 4. Je m'ennuie 5. Appelle mon numéro 6. XXL 7. L'amour n'est rien… 8. Pourvu qu'elles soient douces 9. Point de suture 10. Rêver 11. Ainsi soit je… - Interlude Avant que l'ombre… (instrumental) 12. Libertine 13. Sans contrefaçon 14. Je t'aime mélancolie (seulement à Saint-Petersbourg) 15. Fuck them all 16. Dégénération 17. Désenchantée 18. C'est dans l'air 19. Si j'avais au moins… | Stadi: 1. - D'entre les morts 2. Paradis inanimé 3. L'Âme-Stram-Gram 4. Je m'ennuie - Outro Haka 5. Appelle mon numéro 6. XXL 7. California 8. Pourvu qu'elles soient douces 9. Point de suture 10. Nous souviendrons nous 11. Rêver 12. Laisse le vent emporter tout 13. Ainsi soit je… - Interlude Avant que l'ombre… (instrumental) 14. Libertine 15. Sans contrefaçon 16. L'instant X 17. Fuck them all 18. DégénérationC'est dans l'air 19. Désenchantée |

## Date del Tour
| Data              | Città            | Paese    | Luogo                                       | Biglietti disponibili da | Spettatori | Commenti        |
| ----------------- | ---------------- | -------- | ------------------------------------------- | ------------------------ | ---------- | --------------- |
| 2 maggio 2009     | Nizza            | Francia  | Palais Nikaia                               | 23 maggio 2008           | 9,000      | Sold out        |
| 3 maggio 2009     | Nizza            | Francia  | Palais Nikaia                               | 11 giugno 2008           | 9,000      | Sold out        |
| 5 maggio 2009     | Clermont-Ferrand | Francia  | Zénith                                      | 23 maggio 2008           | 8,500      | Sold out        |
| 6 maggio 2009     | Clermont-Ferrand | Francia  | Zénith                                      | 23 maggio 2008           | 8,500      | Sold out        |
| 9 maggio 2009     | Marsiglia        | Francia  | Le Dôme de Marseille                        | 23 maggio 2008           | 8,500      | Sold out        |
| 10 maggio 2009    | Marsiglia        | Francia  | Le Dôme de Marseille                        | 23 maggio 2008           | 8,500      | Sold out        |
| 12 maggio 2009    | Marsiglia        | Francia  | Le Dôme de Marseille                        | 6 giugno 2008            | 8,500      | Sold out        |
| 15 maggio 2009    | Tolosa           | Francia  | Zénith                                      | 23 maggio 2008           | 9,000      | Sold out        |
| 16 maggio 2009    | Tolosa           | Francia  | Zénith                                      | 23 maggio 2008           | 9,000      | Sold out        |
| 18 maggio 2009    | Tolosa           | Francia  | Zénith                                      | 23 maggio 2008           | 9,000      | Sold out        |
| 19 maggio 2009    | Tolosa           | Francia  | Zénith                                      | 15 settembre 2008        | 9,000      | Sold out        |
| 23 maggio 2009    | Nantes           | Francia  | Zénith                                      | 23 maggio 2008           | 8,500      | Sold out        |
| 24 maggio 2009    | Nantes           | Francia  | Zénith                                      | 23 maggio 2008           | 8,500      | Sold out        |
| 26 maggio 2009    | Nantes           | Francia  | Zénith                                      | 23 maggio 2008           | 8,500      | Sold out        |
| 27 maggio, 2009   | Nantes           | Francia  | Zénith                                      | 23 settembre 2008        | 8,500      | Sold out        |
| 30 maggio 2009    | Rouen            | Francia  | Zénith                                      | 23 maggio 2008           | 8,000      | Sold out        |
| 31 maggio 2009    | Rouen            | Francia  | Zénith                                      | 23 maggio 2008           | 8,000      | Sold out        |
| 2 giugno 2009     | Rouen            | Francia  | Zénith                                      | 27 maggio 2008           | 8,000      | Sold out        |
| 5 giugno 2009     | Strasburgo       | Francia  | Zénith                                      | 23 maggio 2008           | 10,000     | Sold out        |
| 6 giugno 2009     | Strasburgo       | Francia  | Zénith                                      | 10 giugno 2008           | 10,000     | Sold out        |
| 8 giugno 2009     | Digione          | Francia  | Zénith                                      | 23 maggio 2008           | 7,800<     | Sold out        |
| 9 giugno 2009     | Digione          | Francia  | Zénith                                      | 23 maggio 2008           | 7,800      | Sold out        |
| 12 giugno 2009    | Lione            | Francia  | Halle Tony Garnier                          | 23 maggio 2008           | 12,000     | Sold out        |
| 13 giugno 2009    | Lione            | Francia  | Halle Tony Garnier                          | 23 maggio 2008           | 12,000     | Sold out        |
| 15 giugno 2009    | Lione            | Francia  | Halle Tony Garnier                          | 23 settembre 2008        | 12,000     | Sold out        |
| 17 giugno 2009    | Amnéville        | Francia  | Galaxie Amnéville                           | 30 gennaio 2009          | 11,000     | Sold out        |
| 19 giugno 2009    | Douai            | Francia  | Gayant Expo                                 | 27 giugno 2008           | 11,500     | Sold out        |
| 20 giugno 2009    | Douai            | Francia  | Gayant Expo                                 | 27 giugno 2008           | 11,500     | Sold out        |
| 22 giugno 2009    | Douai            | Francia  | Gayant Expo                                 | 24 settembre 2008        | 11,500     | Sold out        |
| 28 giugno 2009    | San Pietroburgo  | Russia   | Petersburg Sports and Concert Complex (SKK) | 16 febbraio 2009         | 15,000     | Sold out        |
| 1º luglio 2009    | Mosca            | Russia   | Olimpiysky                                  | 16 febbraio 2009         | 25,000     | Sold out        |
| 4 settembre 2009  | Ginevra          | Svizzera | Stade de Genève                             | 28 marzo 2008            | 32,000     | Sold out        |
| 5 settembre 2009  | Ginevra          | Svizzera | Stade de Genève                             | 7 aprile 2008            | 32,000     | Sold out        |
| 11 settembre 2009 | Parigi           | Francia  | Stade de France                             | 1º aprile, 2008          | 80,000     | Sold out (2h)   |
| 12 settembre 2009 | Parigi           | Francia  | Stade de France                             | 28 marzo 2008            | 80,000     | Sold out (1h ¼) |
| 19 settembre 2009 | Bruxelles        | Belgio   | Stadio Re Baldovino                         | 26 aprile 2008           | 50,000     | Sold out        |

## Crediti e personale
Produzione dello spettacolo: Thierry Suc
Concezione & Direzione artistica dello spettacolo: Mylène Farmer & Laurent Boutonnat
Direzione musicale: Yvan Cassar
Arrangiamenti musicali: Yvan Cassar & Laurent Boutonnat
Creazione delle coreografie: Mylène Farmer & Christophe Danchaud
Coordinazione delle coreografie: Christophe Danchaud
Concezione dei decori: Mark Fisher - Stuffish & Co.
Creazione dei costumi: Jean-Paul Gaultier
Concezione delle luci: Dimitri Vassiliu
Concezioni delle immagini di scena: Alain Escalle
Tecnico del suono in sala: Stéphane Plisson - MAW
Vocal coach: Karen Nimereala
Preparatore fisico di Mylène Farmer: Hervé Lewis
Creazione coiffure: John Nollet
Coiffure: Frédéric Birault
Maquillage: Carole Lasnier
Fotografi: Claude Gassian, Nathalie Delépine & Robin
- Coregrafie:

Mylène Farmer per:
"L'Âme-Stram-Gram", "Je m'ennuie", "Désenchantée" e "C'est dans l'air".
Christophe Danchaud per:
"Libertine".

Mylène Farmer & Christophe Danchaud per:
"Pourvu qu'elles soient douces" e "Sans contrefaçon".
Nataly Aveillan per:
"Dégénération".
Durata dello spettacolo: tra 2h e 2h 20 circa
Spettatori: 630.000 circa
Sponsor: NRJ & TF1
Budget: 20 milioni di euro circa
- Ballerini:

Miguel Edson
Kyle Leland
Cris Cangero
Victor Oniel Gonzales
Reed Kelly
Myke Melendez
Maria Carofano
Mayte Natalio
Ayo Berner Jackson (stadi)
Alexis Convento (stadi)
- Musicisti:

Direzione musicale & tastiere: Yvan Cassar
Tastiere: Jean-François Berger
Chitarre: David Levita & Greg Suran
Basso: Paul Bushnell
Batteria: Charlie Paxson
Percussioni: Nicolas Montazaud
Cori: Esther Dobong'Na Essienne & Johanna Manchec-Ferdinand
Cori supplementari negli stadi: Aline Bosuma & Alexia Waku